# Loujain al-Hathloul
Loujain al-Hathloul (àrab: لجين الهذلول, Lujayn al-Haḏlūl) (Jiddah, 31 de juliol de 1989) és una activista política feminista saudita. La revista Arabian Business la inclogué en el tercer lloc de la llista de les cent dones més poderoses del 2015 (Top 100 Most Powerful Arab Woman 2015).
Al-Hathloul és coneguda tant pel seu rol al Moviment Women to drive com el seu suport a la campanya contra l'exclusivitat d'homes al sistema d'accés al càrrec administratiu de valí. L'1 de desembre de 2014 fou arrestada i empresonada durant 73 dies després d'intentar travessar la frontera conduint el seu cotxe des dels Emirats Àrabs Units a Aràbia Saudita acusada de desafiar la prohibició a les dones àrabs de conduir al seu Estat.
El 15 de maig de 2018 fou detinguda i posada sota custòdia. També foren detingudes altres cinc activistes que lluitaven contra la prohibició de conducció a les dones i els drets de les dones en general a l'Aràbia Saudita, entre elles, Eman al-Nafjan i Aziza al-Yousef.
El 24 de juny de 2018 acabarà la prohibició de conduir per a les dones i el govern saudita vol una cobertura mediàtica positiva del seu moviment de reforma.